# Autobianchi Ambrosiano
L'Autobianchi Ambrosiano dont le nom complet est Ambrosiano 35, est un camion produit par le constructeur italien Autobianchi V.I. SpA entre 1958 et 1960.
Ce modèle reprend la base robuste et fiable du Bianchi Visconteo. On peut raisonnablement considérer que ce modèle représente la version lourde du Visconteo lancé en 1952. 
La partie mécanique provient de l'OM Tigrotto. (ndr : OM comme Autobianchi était une filiale de Fiat V.I. ). Ce moteur diesel OM CO 1D/8 était un 4 cylindres de 4 156 cm3 développant 67 ch à 2 100 tr/min. La boîte de vitesses mécanique disposait de 4 vitesses plus réducteur soit 8+2 rapports.
Sa production s'arrêtera avec l'arrivée de l'Autobianchi Scaligero seconde série dont les caractéristiques étaient très semblables.
Comme le décrivait la publicité de l'époque, ce camion était un véhicule moyen/léger, puissant et économique. Il possédait notamment le gros avantage de disposer d'une carrosserie très soignée, d'un châssis robuste et d'une mécanique très fiable avec une consommation réduite. Il connut un bon succès commercial en Italie grâce à sa grande polyvalence.